# Niccolò Ferrari
Niccolò Ferrari (Padova, 24 agosto 1987) è un canoista italiano.
Nel 2012 ha partecipato ai Giochi della XXX Olimpiade di Londra nella categoria C-2 in equipaggio con Pietro Camporesi. Si sono fermati alle semifinali dopo essere finiti 13^ nelle qualifiche.

## Palmarès
- Mondiali - Slalom

Pau 2017: argento nel C2 misto.

### Altri risultati
| Anno | Risultato | Categoria | Manifestazione                    | Luogo             | Fiume                                 |
| ---- | --------- | --------- | --------------------------------- | ----------------- | ------------------------------------- |
| 2007 | 2°        | C2        | Internazionale C                  | Merano            | Passirio                              |
| 2007 | 10°       | C2        | Campionato Europeo Junior/under23 | Cracovia          | Kraków-Kolna Canoe Slalom Course      |
| 2008 | 21°       | C2        | 2ª Prova Coppa del Mondo          | Tacen             | Tacen Whitewater Course               |
| 2008 | 21°       | C2        | 3ª Prova Coppa del Mondo          | Augusta           | Augsburg Eiskanal                     |
| 2008 | 5°        | C2        | Campionato Europeo Junior/U23     | Solkan            | Soča                                  |
| 2009 | 2°        | C2        | Internazionale C                  | Tacen             | Tacen Whitewater Course               |
| 2009 | 13°       | C2        | Internazionale C                  | Liptovský Mikuláš | Ondrej Cibak Whitewater Slalom Course |
| 2009 | 24°       | C2        | 2ª Prova Coppa del Mondo          | Bratislava        | Cunovo Water Sports Centre            |
| 2009 | 18°       | C2        | 3ª Prova Coppa del Mondo          | Augusta           | Augsburg Eiskanal                     |
| 2009 | 8°        | C2        | Campionato Europeo U23            | Liptovský Mikuláš | Ondrej Cibak Whitewater Slalom Course |
| 2009 | 8°        | C2        | Internazionale C                  | Bratislava        | Cunovo Water Sports Centre            |
| 2009 | 40°       | C2        | Mondiali                          | La Seu d'Urgell   | Segre Olympic Park                    |
| 2009 | 17°       | C2        |                                   | Tacen             | Tacen Whitewater Course               |
| 2010 | 17°       | C2        | 1ª Prova Coppa del Mondo          | Praga             | Prague-Troja Canoeing Centre          |
| 2010 | 24°       | C2        | Campionati europei                | Bratislava        | Cunovo Water Sports Centre            |
| 2010 | 12°       | C2        | Mondiali                          | Tacen             | Tacen Whitewater Course               |
| 2010 | 18°       | C2        | Campionato Europeo U23            | Markkleeberg      | Kanupark Markkleeberg                 |
| 2010 | 1°        | C2        |                                   | Valstagna         | Brenta                                |
| 2011 | 5°        | C2        | Campionati europei                | La Seu d'Urgell   | Segre Olympic Park                    |
| 2011 | 9°        | C2        | III^ Prova Coppa del Mondo        | Markkleeberg      | Kanupark Markkleeberg                 |
| 2012 | 9°        | C2        | Campionati europei                | Augusta           | Augsburg Eiskanal                     |
| 2012 | 17°       | C2        | I^ Prova di Coppa del Mondo,      | Cardiff           | Cardiff International White Water     |
| 2012 | 15°       | C2        | II^ Prova di Coppa del Mondo,     | Pau               | Pau-Pyrénées Whitewater Stadium       |
| 2012 | 8°        | C2        | III^ Prova di Coppa del Mondo, La | La Seu d'Urgell   | Segre Olympic Park                    |
| 2012 | 13°       | C2        | Olimpiadi                         | Londra            | Lee Valley White Water Centre         |
| 2013 | 20°       | C2        | Mondiali                          | Praga             | Prague-Troja Canoeing Centre          |
| 2013 | 16°       | C2        | 1ª Prova Coppa del Mondo          | Augusta           | Augsburg Eiskanal                     |
| 2013 | 14°       | C2        | 2ª Prova Coppa del Mondo          | La Seu d'Urgell   | Segre Olympic Park                    |
| 2013 | 4°        | C2        | 4ª Prova Coppa del Mondo          | Tacen             | Tacen Whitewater Course               |
| 2013 | 11°       | C2        | 5ª Prova Coppa del Mondo          | Bratislava        | Cunovo Water Sports Centre            |
| 2014 | Batterie  | C2        | Mondiali                          | McHenry, Maryland | Adventure Sports Center International |
| 2014 | 15°       | C2        | 1ª Prova Coppa del Mondo          | Londra            | Lee Valley White Water Centre         |
| 2014 | 10°       | C2        | 2ª Prova Coppa del Mondo          | Tacen             | Tacen Whitewater Course               |
| 2014 | 10°       | C2        | 3ª Prova Coppa del Mondo          | Praga             | Prague-Troja Canoeing Centre          |
| 2015 | Semifinal | C2        | Mondiali                          | Londra            | Lee Valley White Water Centre         |
| 2015 | 28°       | C2        | 1ª Prova Coppa del Mondo          | Praga             | Prague-Troja Canoeing Centre          |
| 2015 | 6°        | C2        | 2ª Prova Coppa del Mondo          | Cracovia          | Kraków-Kolna Canoe Slalom Course      |
| 2015 | 10°       | C2        | 3ª Prova Coppa del Mondo          | Liptovský Mikuláš | Ondrej Cibak Whitewater Slalom Course |
| 2015 | 22°       | C2        | 4ª Prova Coppa del Mondo          | Pau               | Pau-Pyrénées Whitewater Stadium       |